# Nikki McCray
Nikki Kesangane McCray (Collierville (Tennessee), 17 december 1971 – 7 juli 2023) was een Amerikaans basketbalspeelster. Zij won met het Amerikaans basketbalteam twee keer de gouden medaille tijdens de Olympische Zomerspelen. Ook won ze met het nationale team het wereldkampioenschap basketbal 1998 in Berlijn.

## Carrière
McCray speelde voor het team van de University of Tennessee, voordat zij enkele seizoenen in de American Basketball League speelde voor Columbus Quest. In 1998 maakte zij haar WNBA-debuut bij de Washington Mystics. In totaal speelde zij negen seizoenen in de WNBA. Tijdens de Olympische Zomerspelen 1996 in Atlanta won ze voor het eerst olympisch goud door Brazilië te verslaan in de finale. In totaal speelde ze zestien wedstrijden over twee Olympische Spelen (1996 en 2000) en wist alle wedstrijden te winnen. 
McCray werd in 2012 opgenomen in de Women's Basketball Hall of Fame.
Na haar carrière als speler werd zij basketbalcoach. Sinds 2020 was zij coach van de basketbalvrouwenploeg van de Mississippi State University, waarna ze in 2021 assistent coach werd van de basketbalvrouwenploeg van de Rutgers University–New Brunswick.

## Privéleven
McCray had sinds 2013 borstkanker. Ze overleed in juli 2023 op 51-jarige leeftijd.